# 汉斯·齐格拉尔斯基
汉斯·齐格拉尔斯基（德語：Hans Ziglarski，1905年10月16日—1975年2月12日），德国男子拳击运动员。他曾代表德国参加1928年和1932年夏季奥林匹克运动会拳击比赛，其中1932年奥运会获得一枚银牌。